# S45 (Berlijn)
De S45 is een lijn van de S-Bahn van Berlijn. De lijn verbindt Flughafen BER – Terminal 1-2 in de deelstaat Brandenburg met het in het Berlijnse stadsdeel Schöneberg gelegen Südkreuz. De lijn loopt via onder andere de stations Schöneweide en Hermannstraße. De lijn telt 14 stations en heeft een lengte van 21,8 kilometer; de reistijd over de gehele lijn bedraagt 32 minuten. De lijn wordt uitgevoerd door de S-Bahn Berlin GmbH, een dochteronderneming van de Deutsche Bahn.
De spoorverbinding maakt van oost naar west gebruik van het traject van een korte sectie van de Berliner Außenring, de Spoorlijn Berlijn - Görlitz, de link tussen Baumschulenweg en Neukölln en de Ringbahn.